# Woord (informatica)
In de informatica is een woord de natuurlijke eenheid van informatie voor een bepaalde computerarchitectuur. Het is de grootste hoeveelheid informatie die in één dataregister kan worden opgeslagen en daarmee de hoeveelheid gegevens die in één keer door de processor kan worden verwerkt. De woordlengte is daarom een belangrijke karakteristiek van een processor, deze bepaalt bijvoorbeeld wat de grootste gehele getallen zijn die zonder extra trucs kunnen worden opgeteld. Tegenwoordig hebben de meeste processoren woordlengtes van 16, 32, of 64 bits, in het verleden kwamen veel andere woordlengtes voor.

## Intel x86
In het geval van Intel-processoren van de x86-serie was de naamgeving wat afwijkend. De eerste types hadden een woordlengte van 16 bits, daarna werd dat 32 en 64 bits. Het ontwerp is steeds downward compatible gebleven: een programma dat op een oudere processor draait, moet op een nieuwer model ook kunnen draaien. Vandaar dat ook bij de nieuwe 64-bit-processoren een word een lengte van 16 bits heeft. Eenheden van 32 en 64 bits worden dan double word of dword en quad word of qword genoemd.
Een byte is een eenheid van 8  bits, een nibble van 4 bits.
Andere eenheden of benamingen: bit · nibble/tetrade · byte/octet · phit · qubit · qutrit · trit